# Llista d'asteroides/137601-137700
| Nom      | Designació provisional | Data de descobriment   | Lloc de descobriment | Descobridor/s               |
| -------- | ---------------------- | ---------------------- | -------------------- | --------------------------- |
| 137601 - | 1999 VO170             | 14 de novembre de 1999 | Socorro              | LINEAR                      |
| 137602 - | 1999 VF171             | 14 de novembre de 1999 | Socorro              | LINEAR                      |
| 137603 - | 1999 VJ171             | 14 de novembre de 1999 | Socorro              | LINEAR                      |
| 137604 - | 1999 VP173             | 15 de novembre de 1999 | Socorro              | LINEAR                      |
| 137605 - | 1999 VK174             | 11 de novembre de 1999 | Anderson Mesa        | LONEOS                      |
| 137606 - | 1999 VJ175             | 10 de novembre de 1999 | Kitt Peak            | Spacewatch                  |
| 137607 - | 1999 VC176             | 2 de novembre de 1999  | Catalina             | CSS                         |
| 137608 - | 1999 VZ176             | 5 de novembre de 1999  | Socorro              | LINEAR                      |
| 137609 - | 1999 VF180             | 5 de novembre de 1999  | Socorro              | LINEAR                      |
| 137610 - | 1999 VB183             | 9 de novembre de 1999  | Socorro              | LINEAR                      |
| 137611 - | 1999 VU183             | 12 de novembre de 1999 | Socorro              | LINEAR                      |
| 137612 - | 1999 VQ187             | 15 de novembre de 1999 | Socorro              | LINEAR                      |
| 137613 - | 1999 VW188             | 15 de novembre de 1999 | Socorro              | LINEAR                      |
| 137614 - | 1999 VN189             | 15 de novembre de 1999 | Socorro              | LINEAR                      |
| 137615 - | 1999 VR191             | 12 de novembre de 1999 | Socorro              | LINEAR                      |
| 137616 - | 1999 VJ192             | 1 de novembre de 1999  | Anderson Mesa        | LONEOS                      |
| 137617 - | 1999 VJ195             | 3 de novembre de 1999  | Catalina             | CSS                         |
| 137618 - | 1999 VT197             | 3 de novembre de 1999  | Catalina             | CSS                         |
| 137619 - | 1999 VG204             | 9 de novembre de 1999  | Socorro              | LINEAR                      |
| 137620 - | 1999 VD207             | 11 de novembre de 1999 | Catalina             | CSS                         |
| 137621 - | 1999 VL207             | 12 de novembre de 1999 | Socorro              | LINEAR                      |
| 137622 - | 1999 VR207             | 13 de novembre de 1999 | Kitt Peak            | Spacewatch                  |
| 137623 - | 1999 VB211             | 13 de novembre de 1999 | Anderson Mesa        | LONEOS                      |
| 137624 - | 1999 VQ213             | 14 de novembre de 1999 | Anderson Mesa        | LONEOS                      |
| 137625 - | 1999 VT219             | 5 de novembre de 1999  | Socorro              | LINEAR                      |
| 137626 - | 1999 VG220             | 3 de novembre de 1999  | Kitt Peak            | Spacewatch                  |
| 137627 - | 1999 VS220             | 3 de novembre de 1999  | Socorro              | LINEAR                      |
| 137628 - | 1999 VH222             | 4 de novembre de 1999  | Kitt Peak            | Spacewatch                  |
| 137629 - | 1999 VN226             | 13 de novembre de 1999 | Catalina             | CSS                         |
| 137630 - | 1999 WV                | Oohira                 | T. Urata             |                             |
| 137631 - | 1999 WU1               | 25 de novembre de 1999 | Višnjan Observatory  | K. Korlević                 |
| 137632 - | 1999 WG2               | 26 de novembre de 1999 | Linz                 | E. Meyer                    |
| 137633 - | 1999 WR2               | 26 de novembre de 1999 | Monte Agliale        | M. M. M. Santangelo         |
| 137634 - | 1999 WF5               | 28 de novembre de 1999 | Kitt Peak            | Spacewatch                  |
| 137635 - | 1999 WD8               | 28 de novembre de 1999 | Kvistaberg           | Uppsala-DLR Asteroid Survey |
| 137636 - | 1999 WS8               | 28 de novembre de 1999 | Gnosca               | S. Sposetti                 |
| 137637 - | 1999 WS10              | 28 de novembre de 1999 | Kitt Peak            | Spacewatch                  |
| 137638 - | 1999 WS11              | 28 de novembre de 1999 | Kitt Peak            | Spacewatch                  |
| 137639 - | 1999 WC12              | 28 de novembre de 1999 | Kitt Peak            | Spacewatch                  |
| 137640 - | 1999 WW12              | 30 de novembre de 1999 | Kitt Peak            | Spacewatch                  |
| 137641 - | 1999 WE13              | 30 de novembre de 1999 | Kitt Peak            | Spacewatch                  |
| 137642 - | 1999 WU14              | 28 de novembre de 1999 | Kitt Peak            | Spacewatch                  |
| 137643 - | 1999 WC15              | 29 de novembre de 1999 | Kitt Peak            | Spacewatch                  |
| 137644 - | 1999 WJ15              | 29 de novembre de 1999 | Kitt Peak            | Spacewatch                  |
| 137645 - | 1999 WZ15              | 29 de novembre de 1999 | Kitt Peak            | Spacewatch                  |
| 137646 - | 1999 WB16              | 29 de novembre de 1999 | Kitt Peak            | Spacewatch                  |
| 137647 - | 1999 WR16              | 30 de novembre de 1999 | Kitt Peak            | Spacewatch                  |
| 137648 - | 1999 WF19              | 30 de novembre de 1999 | Kitt Peak            | Spacewatch                  |
| 137649 - | 1999 WJ20              | 16 de novembre de 1999 | Socorro              | LINEAR                      |
| 137650 - | 1999 WZ24              | 28 de novembre de 1999 | Kitt Peak            | Spacewatch                  |
| 137651 - | 1999 WG25              | 29 de novembre de 1999 | Kitt Peak            | Spacewatch                  |
| 137652 - | 1999 WJ25              | 29 de novembre de 1999 | Kitt Peak            | Spacewatch                  |
| 137653 - | 1999 XY                | Oizumi                 | T. Kobayashi         |                             |
| 137654 - | 1999 XP2               | 3 de desembre de 1999  | Kitt Peak            | Spacewatch                  |
| 137655 - | 1999 XE3               | 4 de desembre de 1999  | Catalina             | CSS                         |
| 137656 - | 1999 XU6               | 4 de desembre de 1999  | Catalina             | CSS                         |
| 137657 - | 1999 XZ8               | 5 de desembre de 1999  | Socorro              | LINEAR                      |
| 137658 - | 1999 XZ9               | 5 de desembre de 1999  | Kitt Peak            | Spacewatch                  |
| 137659 - | 1999 XD12              | 6 de desembre de 1999  | Catalina             | CSS                         |
| 137660 - | 1999 XO12              | 5 de desembre de 1999  | Socorro              | LINEAR                      |
| 137661 - | 1999 XF15              | 6 de desembre de 1999  | Socorro              | LINEAR                      |
| 137662 - | 1999 XJ16              | 7 de desembre de 1999  | Socorro              | LINEAR                      |
| 137663 - | 1999 XH19              | 3 de desembre de 1999  | Socorro              | LINEAR                      |
| 137664 - | 1999 XJ22              | 6 de desembre de 1999  | Socorro              | LINEAR                      |
| 137665 - | 1999 XR24              | 6 de desembre de 1999  | Socorro              | LINEAR                      |
| 137666 - | 1999 XG25              | 6 de desembre de 1999  | Socorro              | LINEAR                      |
| 137667 - | 1999 XW25              | 6 de desembre de 1999  | Socorro              | LINEAR                      |
| 137668 - | 1999 XK28              | 6 de desembre de 1999  | Socorro              | LINEAR                      |
| 137669 - | 1999 XX28              | 6 de desembre de 1999  | Socorro              | LINEAR                      |
| 137670 - | 1999 XE33              | 6 de desembre de 1999  | Socorro              | LINEAR                      |
| 137671 - | 1999 XP35              | 6 de desembre de 1999  | Socorro              | LINEAR                      |
| 137672 - | 1999 XP40              | 7 de desembre de 1999  | Socorro              | LINEAR                      |
| 137673 - | 1999 XX40              | 7 de desembre de 1999  | Socorro              | LINEAR                      |
| 137674 - | 1999 XA42              | 7 de desembre de 1999  | Socorro              | LINEAR                      |
| 137675 - | 1999 XF42              | 7 de desembre de 1999  | Socorro              | LINEAR                      |
| 137676 - | 1999 XH42              | 7 de desembre de 1999  | Socorro              | LINEAR                      |
| 137677 - | 1999 XA44              | 7 de desembre de 1999  | Socorro              | LINEAR                      |
| 137678 - | 1999 XW44              | 7 de desembre de 1999  | Socorro              | LINEAR                      |
| 137679 - | 1999 XC45              | 7 de desembre de 1999  | Socorro              | LINEAR                      |
| 137680 - | 1999 XW45              | 7 de desembre de 1999  | Socorro              | LINEAR                      |
| 137681 - | 1999 XT46              | 7 de desembre de 1999  | Socorro              | LINEAR                      |
| 137682 - | 1999 XD48              | 7 de desembre de 1999  | Socorro              | LINEAR                      |
| 137683 - | 1999 XS50              | 7 de desembre de 1999  | Socorro              | LINEAR                      |
| 137684 - | 1999 XH51              | 7 de desembre de 1999  | Socorro              | LINEAR                      |
| 137685 - | 1999 XT51              | 7 de desembre de 1999  | Socorro              | LINEAR                      |
| 137686 - | 1999 XA52              | 7 de desembre de 1999  | Socorro              | LINEAR                      |
| 137687 - | 1999 XV55              | 7 de desembre de 1999  | Socorro              | LINEAR                      |
| 137688 - | 1999 XF59              | 7 de desembre de 1999  | Socorro              | LINEAR                      |
| 137689 - | 1999 XB60              | 7 de desembre de 1999  | Socorro              | LINEAR                      |
| 137690 - | 1999 XW61              | 7 de desembre de 1999  | Socorro              | LINEAR                      |
| 137691 - | 1999 XC62              | 7 de desembre de 1999  | Socorro              | LINEAR                      |
| 137692 - | 1999 XU62              | 7 de desembre de 1999  | Socorro              | LINEAR                      |
| 137693 - | 1999 XG63              | 7 de desembre de 1999  | Socorro              | LINEAR                      |
| 137694 - | 1999 XW64              | 7 de desembre de 1999  | Socorro              | LINEAR                      |
| 137695 - | 1999 XT68              | 7 de desembre de 1999  | Socorro              | LINEAR                      |
| 137696 - | 1999 XA69              | 7 de desembre de 1999  | Socorro              | LINEAR                      |
| 137697 - | 1999 XM69              | 7 de desembre de 1999  | Socorro              | LINEAR                      |
| 137698 - | 1999 XR69              | 7 de desembre de 1999  | Socorro              | LINEAR                      |
| 137699 - | 1999 XE72              | 7 de desembre de 1999  | Socorro              | LINEAR                      |
| 137700 - | 1999 XV72              | 7 de desembre de 1999  | Socorro              | LINEAR                      |